# Anda László
Anda László (1929. december 11. – 2002. január 10. (k. n.)) magyar bajnok labdarúgó, csatár.

## Pályafutása

### Klubcsapatban
1946 és 1952 között a Ferencvárosban összesen 14 mérkőzésen szerepelt (8 bajnoki, 6 hazai díjmérkőzés). Az 1948–49-es idényben a bajnokcsapat tagja volt. Ezt követően játszott Kinizsi Sörgyárban, a Bp. Előrében, a Törekvésben és a BVSC-ben, majd a BKV Előre edzője volt.

## Sikerei, díjai
- Magyar bajnok: 1948–49